# Llac de Lugano
El llac Lugano és un llac del cantó de Ticino (Suïssa) i que té riba també a la província de Varese i a la província de Como a Itàlia. En territori suís, a la vora del llac, hi ha la comuna italiana de Campione, un enclavament italià a Suïssa. El seu nom llatí fou Lacus Ceresius.

## Origen del nom
Antigament, en època romana, el llac es deia lacus Ceresius i alguns etimòlegs han proposat que el nom podria derivar del d'una gens anomenada Ceraecius. Aquest va ser el seu nom fins a l'obra de Gregori de Tours Historia Francorum X, 3 on està esmentat amb el nom Luanasius (antic nom de la ciutat de Lugano. Amb la creixent importància d'aquesta ciutat situada a la riba nord, s'ha preferit la denominació "Llac de Lugano", tot i que alguns italians encara li diuen lago Ceresio.

## Morfologia

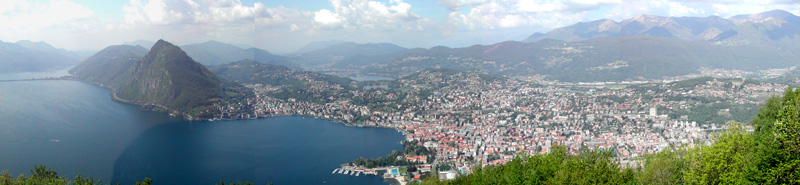
Vista del llac amb el pont Melide a l'esquerra i el Mont San Salvatore

El llac de Lugano és d'origen glacial, havent-se format a finals de la darrera glaciació fa uns deu mil anys.
Els tres principals afluents són: el Cassarate, el Vedeggio i el Cuccio. Altres afluents menys importants són els torrents: Bolletta, Laveggio, Magliasina, Mara, Rezzo, Telo di Osteno i Trallo.
En la seva part occidental neix el riu Tresa, que desemboca en el Llac Maggiore i pertany a la conca hidrogràfica del riu Ticino.
El punt més profund (288 metres) es troba a la part superior de la seva conca, més enllà de la frontera entre Suïssa i Itàlia, a pocs quilòmetres de Gandria.
Els municipis de Melide i Bissone, que ocupen llocs oposats a les ribes del llac, estan units per un pont sobre el qual passa l'autovia nacional A2, la carretera cantonal i la línia de ferrocarril. Aquesta construcció edifici té els seus fonaments sobre els dipòsits de morrenes que es van formar després de la retirada de les glaceres en els temps prehistòrics.

## Fauna

Fotografia del llac datada entre el 1890 i el 1900

Tot i els greus danys causats per la contaminació, el llac està ple de peixos. A part d'algunes àrees protegides, com els estuaris dels rius Cassarate, Laveggio, Magliasina i Vedeggio, es pot pescar en qualsevol lloc, però les condicions varien.
Les espècies autòctones de peixos més comunes que habiten el llac són: l'alosa agone, l'anguila, el barb, la lota, squalus, el lluç de riu, el gardí, la saveta, la tenca i la truita de llac.
Altres peixos presents en menor quantitat al llac de Lugano són: la bavosa de riu, el padogobius bonelli, el temolo, el pigus, l'aula, l'alborel·la (extinta amb la introducció del gardon i actualment represa la seva població).
Entre les espècies foranes estan presents: la truita alpina, la perca americana, la carpa, el coregoni (coregonus oxyrinchus i coregonus lavaretus), el lucioperca, la perca de riu, la madrilleta vera, el peix sol i el peix gat negre.
Les espècies protegides són: l'arborel·la, el Thymallus thymallus i el Cranc de riu de potes blanques.
L'any 1895 es va introduir la truita alpina, procedent del llac de Zug i entre el 1894 i el 1897 es va introduir el coregoni.
La construcció de la presa de Melide, mancada d'ascensors, va tenir un fort impacte en l'Alosa fallax, que no pot arribar a les aigües del llac per reproduir-se.
A causa d'una entrada d'origen desconegut, probablement ocorreguda a finals dels anys vuitanta, la madrilleta vera ha trobat un hàbitat ideal en substitució de l'arborel·la, que està gairebé extinta. S'està pensant en una repoblació controlada principalment en les àrees de Ponte Tresa.
En els últims anys, com a resultat de la presència massiva de corbs marins al lac de Lugano, s'han vist disminuïdes moltes espècies de peixos, sobretot la madrilleta vera (que és una espècie exòtica invasora). A més de la fauna abans esmentada, el llac està poblat per cignes, fotges i l'ànec collverd.

## Fòssils
Tota la banda a redós de la riba sud del llac de Lugano és rica en fòssils. El centre d'aquest jaciment fossilífer és el Mont San Giorgio, on es van trobar a finals del segle xix nombrosos fòssils del Triàsic mitjà (fa uns 240 - 230 milions d'anys). Aquest jaciment es perllonga cap a l'oest en territori de Besano (Itàlia), on s'ha instal·lat un museu que exposa al públic molts fòssils.
Alguns fòssils pertanyents al Juràssic inferior (fa uns 180 milions d'anys) s'han trobat també a la riba sud del llac però una mica cap a l'est, a Osteno.

## Característiques administratives
Segons el dret internacional, a causa de la seva situació el llac de Lugano està enquadrat dins la Convenció de Montego Bay com a aigües territorials i no com a aigües interiors, establint així el principi de la lliure navegació. Itàlia amb el decret 633/72 ha reglamentat les seves aigües territorials i defineix com a aigües italianes les del llac de Lugano, però com a zona extraduanal en les quals no s'aplica la normativa duanal italiana pel que fa a la al pagament del 22% en IVA i altres impostos especials. També per la llicència de pesca existeix un únic reglament establert per la Convenció italo-suïssa de la pesca. Aquest reglament internacional substitueix totes les normes regionals i provincials de la Llombardia i les del cantó de Ticino.